# Пожня (Сумская область)
Пожня (укр. Пожня) — село,
Пожнянский сельский совет,
Великописаревский район,
Сумская область,
Украина.
Код КОАТУУ — 5921283201. Население по переписи 2001 года составляло 799 человек.
Является административным центром Пожнянского сельского совета, в который не входят другие населённые пункты.

## Географическое положение
Село Пожня находится на правом берегу реки Ворсклица в месте впадения в неё реки Пожня ,
выше по течению на расстоянии в 2 км расположено село Станичное,
ниже по течению на расстоянии в 4 км расположено село Дерновое (Тростянецкий район),
на противоположном берегу — село Дружба.
Река в этом месте извилистая, образует лиманы, старицы и заболоченные озёра.
Через село проходит автомобильная дорога Т-1901.

## История
- 1628 — дата основания (по некоторым данным 1664 год).

## Происхождение названия
- По́жня — «луг, сенокос, пойменные луга».

## Объекты социальной сферы
- УВК школа I—III ст. — дошкольное учебное заведение им. Героя Советского Союза Митрофанова Ф. В.

## Известные люди
- В селе родился Герой Советского Союза Фёдор Митрофанов.